# Марина Трајковић Биџовски
Марина Трајковић-Биџовски je српски сопран. Дипломирала је и магистрирала соло певање на ФМУ у Београду, у класи проф. Емеритус др Радмиле Бакочевић.

## Биографија
Солистичке концерте приредила је на свим значајним концертним сценама у Београду и многим другим градовима Србије. На сцени Београдске опере певала је улогу Мими у Пучинијевој опери “Боеми”, а у Српском књажевском театру у Крагујевцу улогу Станке у опери Биничког “На уранку”. Наступала је као солиста са симфонијским оркестрима РТС и Војске Југославије, као и са камерним оркестрима Про Класика и Шлезингер. Сарађивала је са диригентима: М. Јагуштом, М. Јаноским, А. Шуревим, Д. Савићем, Н. Жличаром, С. Јовановићем, М. Николићем, К. Тасић, А. Вујићем, М. Нешићем... на фестивалима: БЕМУС, БЕЛЕФ, ОКТОХ, “Мокрањчеви дани”, “Музичка јесен”, “Јесен на Чукарици”, “Обзорја на Тиси”, “Музике ин мостра”... Снимала је за РТС и ТВ Приштину. Гостовала је у Русији, Португалији, Норвешкој, Грчкој, Чешкој, Италији, Босни и Херцеговини и Црној Гори.
Педагошким радом се бави од 1993. године, најпре у музичким школама “К. Станковић” и “К. Манојловић” у Београду, а од 2005. је доцент на ФИЛУМ-у. Њени студенти су добитници награда на републичким и међународним такмичењима као што су: Такмичење музичке омладине у Београду, “Петар Коњовић”, “Лазар Јовановић”, “Обзорја на Тиси”, “Бруна Шпилер” у Херцег Новом, “Никола Цвејић” у Руми... Такође су чланови оперских студија у Народном позоришту у Београду и Камерној опери “Мадленијанум”. Одржала је мастерклас у Крагујевцу за ученике соло певања МШ “Милоје Милојевић” и студенте ФИЛУМ-а, као и два мастеркласа у Норвешкој (Фолдал, Тинсед). Била је члан жирија на такмичењима “Обзорја на Тиси”, “Лазар Јовановић” и “Петар Коњовић”.

## Стручно усавршавање
- 1984. Мастерклас проф. Бисерке Цвејић
- 1986, 1987. Мастерклас проф. Ирине Арсикин
- 1989. Мастерклас Мади Меспле
- 1993. Мастерклас Елене Обрасцове
- 2002. Мастерклас Оливере Миљаковић
- 2003. Мастерклас Романа Трекела
- 2003. Мастерклас проф. Радмиле Бакочевић

## Награде и признања
- 1983. Прва награду у категорији камерне музике на Републичком такмичењу ученика и студената
- Прву награду као солиста, као најбољи студент одсека за соло певање добила је награду из Фонда Јелене Михајловић
- награду Катедре за соло певање за најбоље извођење композиција домаћих аутора међународном такмичењу „Лујза Тоди“ у Сетубалу (Португалија)
- награда за постигнуте резултате ученика на међународном такмичењу „Никола Цвејић“ у Руми.
- 2005. награда за постигнуте педагошке резултате у мш. „Коста Манојловић“
- захвалница ЈАСИКЕ за музичку манифестацију Станислав Бинички
- захвалница ОКТОХА

## Солистички концерти
- 1990. Атријум Народног музеја, Београд, клавирска сарадња Љубица Гујић, Програм: Каћини, Хендл, Моцарт, Шуман, Чајковски, Сметана, Малер, Хрењиков, Барамовић, Пребанда
- 1990. Галерија културног центра, Београд, клавирска сарадња Зарифа Али Заде, Програм: Глук, Шуман, Чајковски, Гуно, Фрагозо
- 1990. Културни центар, Јагодина, клавирска сарадња Николај Жличар, Програм: Каћини, Скарлати, Менделсон, Чајковски, Барамовић, Моцарт, Пучини, Гуно
- 1991. Галерија САНУ, Београд, клавирска сарадња Николај Жличар, Програм: Каћини, Скарлати, Шуман, Барамовић, Чајковски
- 1996. Прес центар „Танјуг“, Београд, клавирска сарадња Зарифа Али Заде. Програм: Вивалди, Бах, Гуно, Шуберт, Чајковски, Рахмањинов, Коњовић, Пучини, Дворжак
- СКЦ, Београд, Концерт поводом Дана државности Норвешке, Вече Григових соло песама, клавирска сарадња Јелена Златаров
- 1996. Музеј Наивне Уметности, Јагодина, клавирска сарадња Јелена Златаров, Програм: Хендл, Бах-Гуно, Пучини, Дворжак, Коњовић, Пребанда, Ђорђевић, Де Куртис, Салваторе Кардиљо
- 1997. Етнографски музеј, Београд, Вече соло песама и дуета са мецосопраном Аном Јовановић, клавирска сарадња Татјана Дробни. Програм: Шуман, Де Фаља, Дворжак
- 1998. свечана сала Скупштине града Београда, гост Ана Јовановић мецосопран, Борис Рабузин - виолина, клавирска сарадња Мирјана Кршљанин и Татјана Дробни. Програм: Моцарт (концертне арије), Дворжак: Моравски дуети
- 1998. Матица српска, Нови Сад, клавирска сарадња Татјана Дробни. Програм: Шуман: Љубав и живот жене, Дворжак: Моравски дуети (са мецосопраном Аном Јовановић)
- 1999. Атријум Народног музеја, Камерни оркестар „Про Клсика“ Перголези - Стабат Матер Диригент Д. Савић
- 2000. свечана сала Скупштине града Београда, Ана Јовановић мецосопран, клавирска сарадња Татјана Дробни. Програм: Бах, Вивалди, Перголези, Росини, Шуберт, Менделсон, Дворжак, Глинка
- 2000. Зајечар - позориште, Концерт са проф. Радмилом Бакочевић, клавирска сарадња Ана Зорана Брајовић
- 2000. Руски дом, Београд, Концерт са проф. Радмилом Бакочевић, клавирска сарадња Мирјана Кршњанин
- 2001. СКЦ, Београд, Концерт поводом Дана уставности Краљевине Норвешке. Програм: Григове соло песме, клавирска сарадња Зарифа Али Заде
- 2001. Камерна опера Мадленијанум, клавирска сарадња Зарифа Али Заде. Програм: Шуман, Григ, Рахмањинов
- 2003. Камерна опера Мадленијанум, Земун, Концерт професора музичке школе „Коста Манојловић“− клавирска сарадња Зарифа Али Заде
- 2005. Јасика, Крушевацж, Дани Станислава Биничког клавирска сарадња Зарифа Али Заде. Програм: Соло песме српских аутора: Бинички, Коњовић, Пребанда, Милојевић, Ђорђевић
- 2005. Свечана сала I Крагујевачке гимназије, клавирска сарадња Петар Марковић. Програм: Шуман, Григ, Рахмањином
- 2005. Свечана сала I Крагујевачке гимназије, Мајске концертне свечаности. Вече соло песама и оперских арија, клавирска сарадња Драгана Димић
- 2005. „Мозаик сала“, Крушевац, клавирска сарадња Зарифа Али Заде. Програм: Вивалди, Бах, Хендл, Григ, Рахмањинов, Моцарт, Гуно, Лехар
- 2005. Учитељски факултет, Јагодина, клавирска сарадња Бранко Пенчић. Соло песме домаћих аутора
- 2007. Галерија Народног музеја, Крагујевац, Вече руске соло песме: Глинка, Рахмањинов, Чајковски, клавирска сарадња Драгана Димић
- 2006. Свечана сала I Крагујевачке гимназије, клавирска сарадња Зарифа Али Заде. Гост Станко Мадић - виолина. Програм: Моцарт (концертне и оперске арије)
- 2007. Галерија Народног музеја, Крагујевац, Концерт професора клавирска сарадња Драгана Димић
- 2005. Галерија Народног музеја, Крагујевац, Вече соло песама и оперских арија, клавирска сарадња Драгана Димић
- 2008. Свечана сала I Крагујевачке гимназије, Вече Моцарта, клавирска сарадња Надежда Мијатовић
- 2008. „Мозаик сала“, Крушевац, Концерт са проф. Радмилом Бакочевић, клавирска сарадња Петар Марковић
- 2008. Свечана сала I Крагујевачке гимназије, Вече Рахмањинова, клавирска сарадња Зарифа Али Заде
- 2008. Свечана сала I Крагујевачке гимназије, Музички калеидоскоп, клавирска сарадња Наталија Томић. Програм: Глук, Боито, Моцарт, Чајковски, Росини, Пучини
- 2009. Сала Факултета уметности, Ниш, клавирска сарадња Зарифа Али Заде. Вече соло песама и оперских арија. Програм: Вивалди, Хендл, Григ, Глук, Моцарт, Чајковски, Пучини, Гуно
- 2009. Галерија САНУ, Београд, Вече соло песама оперских арија и дуета Ана Јовановић - мецосопран Кнут Стиклестад бас (Норвешка), клавирска сарадња Јелена Залатаров. Програм: Григ, Рахмањинов, Моцарт, Офембах, Пучини, Ј. Штраус, Гершвин
- 2010. Мултимедијални центар Академије уметности у Н. Саду, солистички реситал. Програм: Вивалди, Бах, Моцарт, Григ, Рахмањинов, Чајковски, Пучини, Гуно, гост: Марко Јосифоски, виолина клавирска сарадња: Зарифа Али Заде
- 2010. Свечана сала I Крагујевачке гимназије, солистички реситал “Бисери вокалне литературе” програм: Вивалди, Хендл, Глук, Чајковски, Рахмањинов, Росини, Пучини, Офенбах, Штраус, Делиб, клавирска сарадња: Д. Димић
- 2011. Народни музеј, Крагујевац, полуреситал на фестивалу “Отом потом” програм: Вивалди, Хендл, Пучини, Ђорђевић, клавирска сарадња: Д. Димић
- 2012. Универзитетска галерија у Крагујевцу, солистички реситал “Соло песме српских аутора”, програм: Христић, Милојевић, Коњовић, Ђорђевић, клавирска сарадња: Д. Димић
- 2012. Велика дворана СКЦ-а, Београд, солистички концерт “Вече оперских арија”, програм: Вивалди, Глук, Доницети, Дворжак, Пучини, Лехар, клавирска сарадња: Д. Димић

## Оперске представе
- 2002. Народно позориште, Београд, Пучини: Боеми (улога Мими), Диригент Д. Савић
- 2008. Књажевско-српски театар, Крагујевац, Бинички: На уранку (улога Станке), Диригент Миодраг Јаноски